# Stiftskirche St. Marien (Obernkirchen)

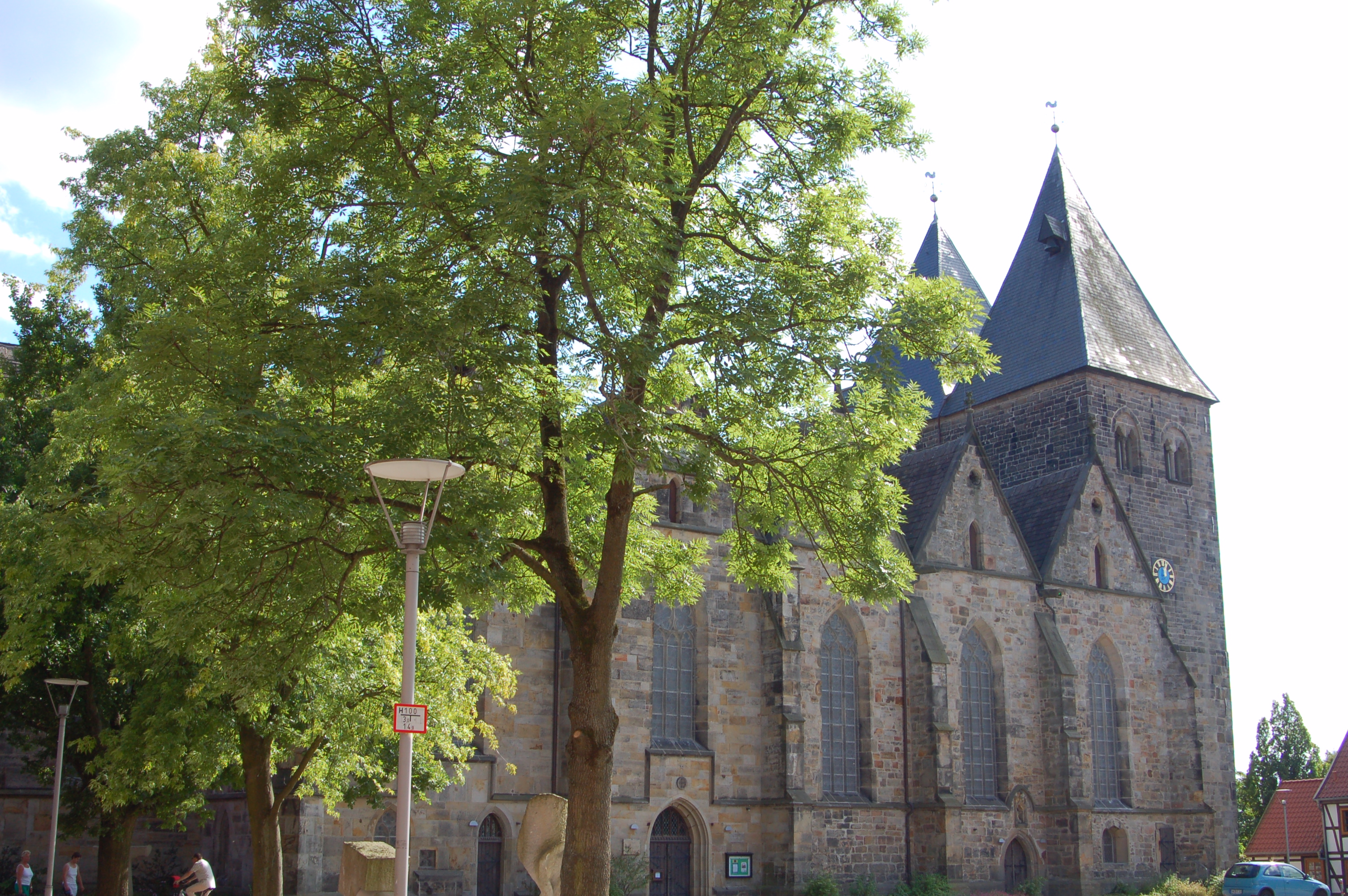
Stiftskirche St. Marien Obernkirchen

Die evangelisch-lutherische Stiftskirche St. Marien ist neben der römisch-katholischen Kirche St. Josef eines der beiden Kirchengebäude in der Kernstadt der niedersächsischen Stadt Obernkirchen. 

## Geschichte und Bau
Das Augustinerinnenstift wurde 1167 anstelle eines älteren Klosters von Bischof Werner von Minden gegründet. Von der Stiftskirche des 12. Jahrhunderts steht heute noch der mächtige romanische Westriegel mit der Doppelspitze. Das Langhaus ist eine dreischiffige gotische Halle aus der zweiten Hälfte des 14. Jahrhunderts. Eine Besonderheit ist die Nordfassade mit fünf Giebeln. Über der Vierung befindet sich ein Dachreiter.
1559 wurde durch ein Dekret von Graf Otto IV. in der Grafschaft Schaumburg die Reformation eingeführt. Dem widersetzten sich die Nonnen des Klosters Obernkirchen. Sie mussten sich jedoch der gräflichen Gewalt unterwerfen. Das Kloster wurde 1565 in ein evangelisches adliges Fräuleinstift umgewandelt, das als Stift Obernkirchen heute noch besteht.

## Ausstattung

### Altar

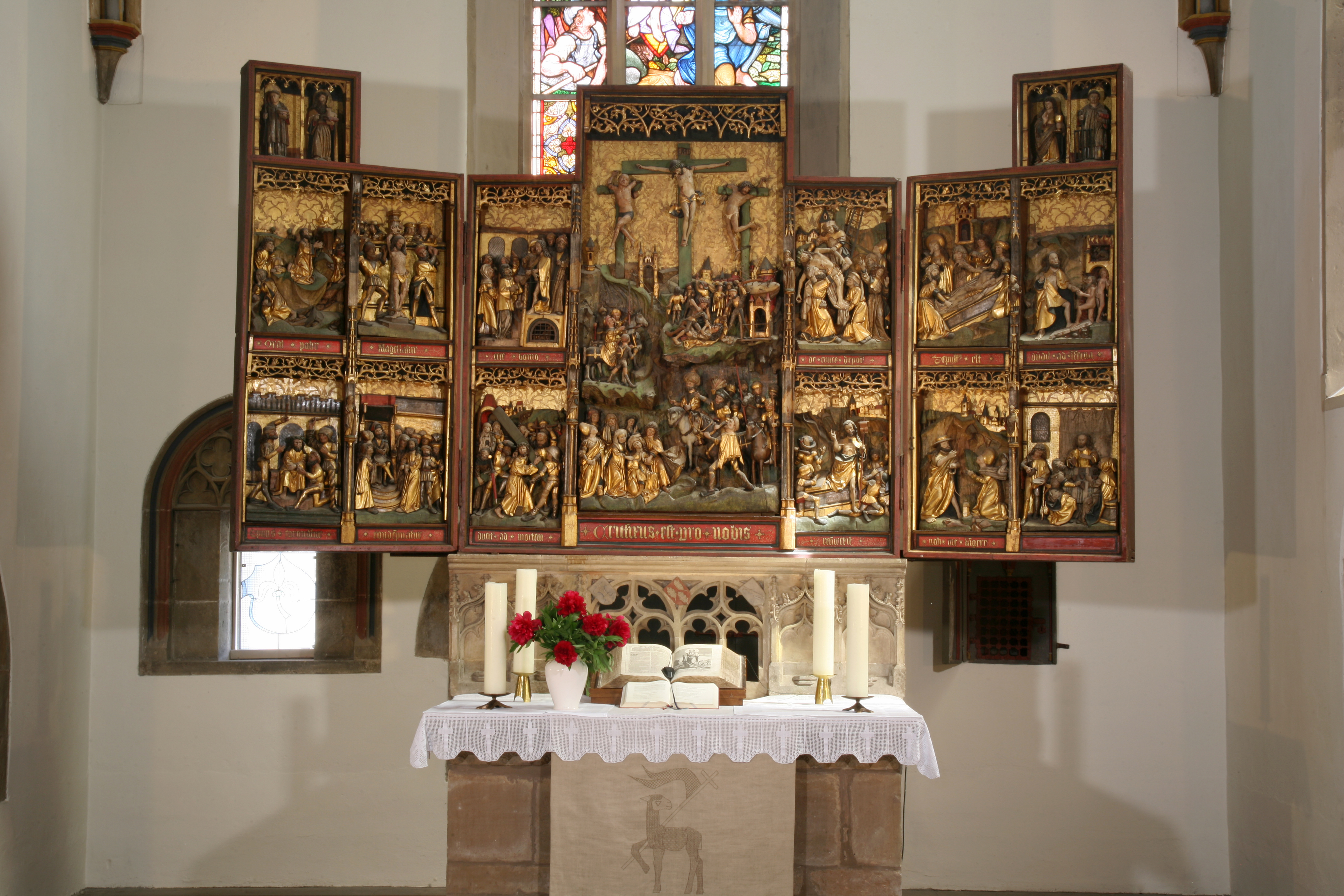
Flügelaltar von 1496

#### Entstehung
Der 1496 geweihte Passionsaltar zeigt als großes Mittelbild eine Golgotha-Szene. Auf einer (im Original nicht mehr erhaltenen) lateinischen Urkunde wird über die Weihe u. a. folgendes berichtet:

„Im Jahre 1496 – eben am Tag des Bischofs und Bekenners Augustin (28. August) – wurde von unserem Vater und Herrn Johannes, durch Gottes und des apostolischen Stuhles Gnaden Bischof von Misenum, Weihbischof des Herrn Heinrich von Minden, der gegenwärtige Altar geweiht, zur Ehre des allmächtigen Gottes und der seligen Jungfrau Maria, Hauptpatronin durch Unterstützung der göttlichen Gnade, und zur Ehre des seligen Apostels Petrus und des Bischofs Augustin.“

Nach jüngeren kunstgeschichtlichen Forschungen (u. a. von Robert Suckale, vgl. Literatur) ist es wahrscheinlich, dass der aus Lindenholz geschnitzte und vergoldete Flügelaltar mit seiner Predella aus Obernkirchener Sandstein nach 1516 – d. h. nach dem Amtsantritt des Stiftspropstes Johannes von Busse – hier aufgestellt wurde. Er stammt vermutlich aus einer Hamburger Werkstatt, die mit Schnitzern und Malern auch an dem Marienaltar auf der Stiftsprieche gearbeitet hat. Er wurde 1995 gereinigt und farblich aufgefrischt.

#### Bildprogramm
Das Bildprogramm weist diesen Altar – in einer Marienkirche bemerkenswert – als einen ausgesprochenen Christus- und Kreuzigungsaltar aus. Die Heiligen sind hier nur „Randfiguren“. Sie kommen als Kleinfiguren zwischen den insgesamt 13 Fächern und als Gestalten links und rechts über den Fächern vor. Maria ist außer im Mittelteil, der Kreuzigung, nur auf der Rückseite des linken Seitenflügels dargestellt. Dort ist sie mit dem Jesuskind und Josef abgebildet. Auf der Rückseite des rechten Seitenflügels erscheint die heilige Anna, die Mutter Marias, mit drei Männern. Im Übrigen steht ganz die Passion Jesu Christi im Mittelpunkt.
Die einzelnen Fächer zeigen folgende Szenen:
- Das Mittelbild zeigt die Kreuzigung mit den Schächern, der Gruppe der Frauen, dem Hauptmann und verschiedenen Zuschauern. Die lateinische Unterschrift lautet: crufixus est pro nobis – „gekreuzigt wurde er für uns“.
- Auf der linken Seite oben ist von links nach rechts zu sehen:
  - Jesus im Garten Gethsemane mit der Inschrift: orat patre – „er betet zum Vater“
  - die Geißelung Jesu mit der Inschrift: flagellatur – „er wird gegeißelt“
  - die Darstellung Jesu vor der Menge durch Pilatus; Inschrift: ecce homo – „seht, der Mensch“
- Auf der linken Seite unten von links nach rechts:
  - die Dornenkrönung; Inschrift: spinis coronatur – „er wird mit Dornen gekrönt“
  - die Verurteilung Jesu; Inschrift: condemnatur – „er wird verurteilt“
  - Jesus wird zur Kreuzigung geführt; Inschrift: ducit ad mortem – „man führt ihn zum Tode“
- Auf der rechten Seite oben ist von links nach rechts zu sehen:
  - Abnahme vom Kreuz; Inschrift: de cruce deponit – „er wird vom Kreuz genommen“
  - die Grablegung Jesu; Inschrift: sepultus est – „er wurde begraben“
  - Jesus steigt in die Totenwelt; Inschrift: „vadit ad inferna“ – er ist hinabgestiegen in das Reich des Todes (Apostolisches Glaubensbekenntnis)
- Auf der rechten Seite unten von links nach rechts:
  - die Auferstehung Jesu; Inschrift: resurrexit – „er ist auferstanden“
  - die Begegnung Jesu mit Maria Magdalena; Inschrift: noli me tangere – „berühre mich nicht“ (Johannes 20, 17)
  - Jesus und die Jünger in Emmaus; ohne Inschrift

Insgesamt zeigt der Altar mehr als 200 Figuren. Über den Tafeln erscheinen links: ein unbekannter Heiliger und Johannes der Täufer (am Lamm zu erkennen) und rechts: Johannes der Jünger (mit dem Kelch) und der Märtyrer Laurentius (mit dem Rost).
Die Flügel waren ursprünglich nur zu Feiertagen aufgeklappt und zeigen als Alltagsseite links das Bild Marias und rechts das Bild ihrer Mutter Anna.

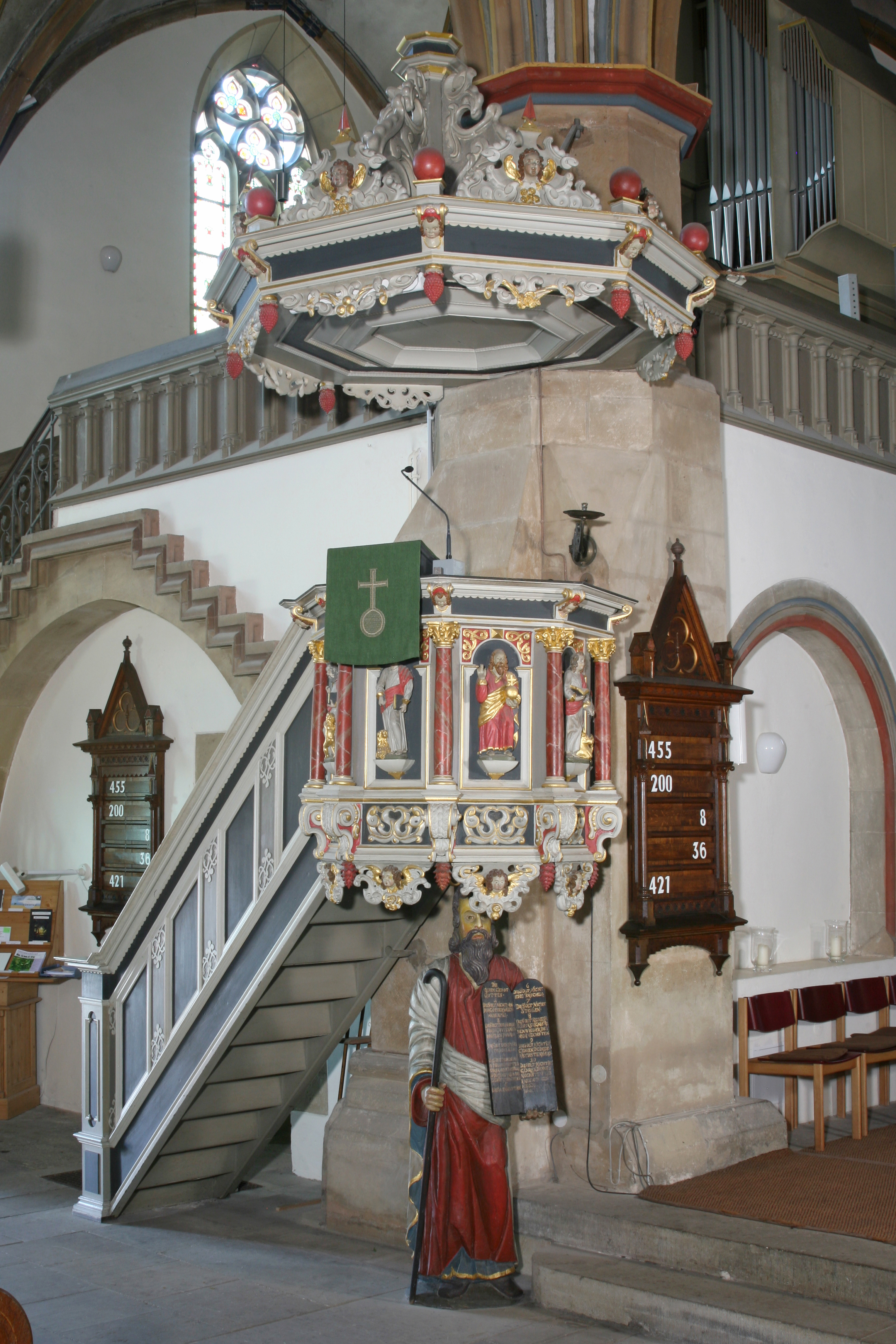
Kanzel

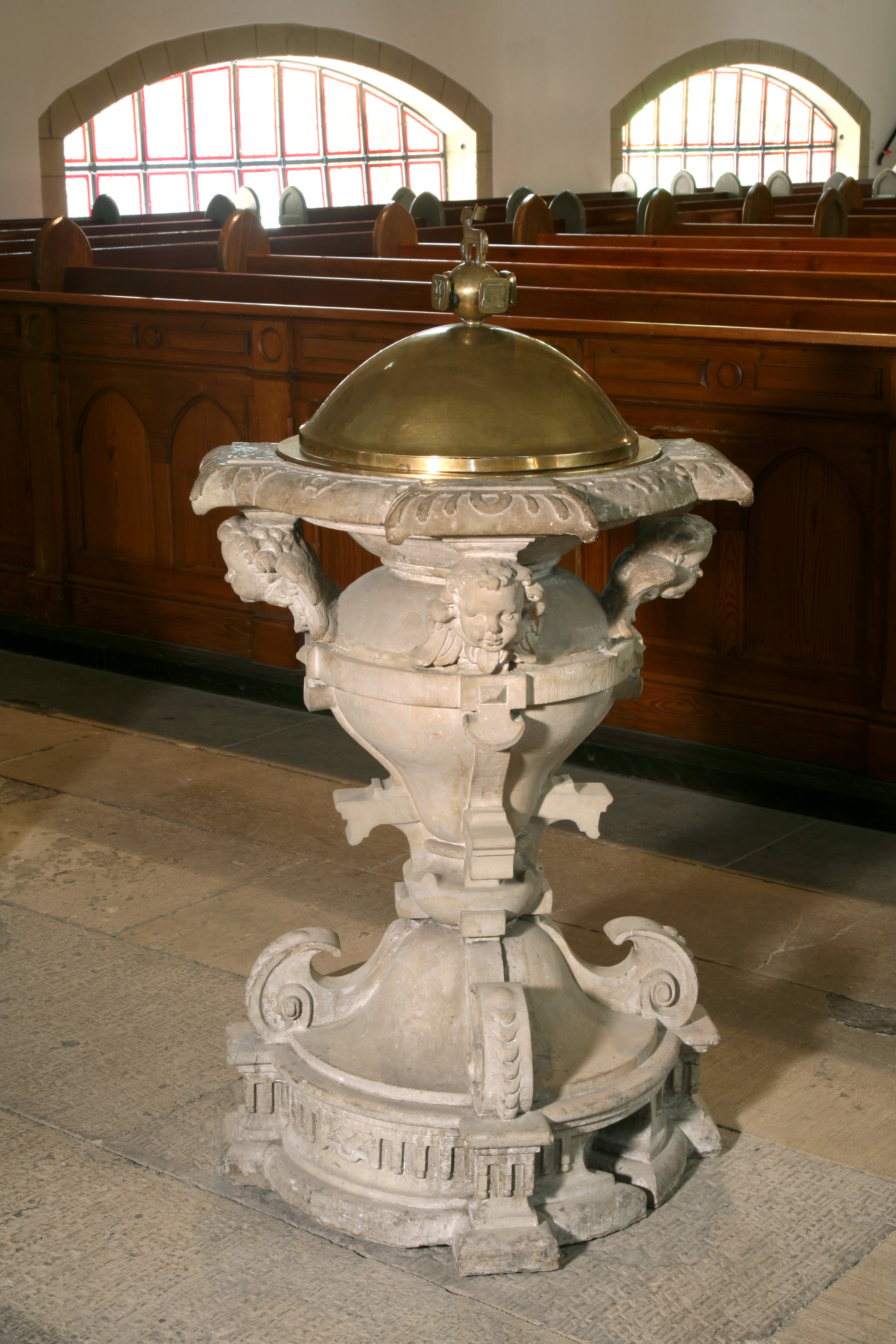
Taufbecken

#### Deutung
Der Kreuzigungsaltar ist ein Zeugnis für den Einfluss der sogenannten devotio moderna, einer von den Niederlanden ausgehenden Frömmigkeitsrichtung des späten Mittelalters, die die Bedeutung Jesu Christi und seines Leidens „für uns“ neu betonte. Insofern bereitete sie der Reformation den Weg. Diese begann in Obernkirchen 1559 mit der evangelischen Predigt des Matthias Wesche und wurde 1565 mit der Schaumburger Kirchenordnung amtlich besiegelt. Im Mittelpunkt steht hier der Weg Jesu von der einsamen Stunde im Garten Gethsemane bis zu dem österlichen Mahl des Auferstandenen mit den beiden Jüngern im Ort Emmaus. 
Der Schnitzer hat auf dem Altar die ganze Skala menschlicher Verhaltensweisen sichtbar gemacht: Unglauben wie Glauben, Hochmut wie Demut, Angst und Müdigkeit, die hämische Freude an brutaler Gewalt und die Trauer, die aus der Liebe kommt und darum öffentlich den Schmerz zeigt; die Einsamkeit des Einzelnen und das Gewimmel einer Masse, die Macht des Pilatus, die scheinbar unbegrenzt ist und sich dennoch der Volksmeinung beugt, und die Ohnmacht des Gefangenen, der am Ende der Sieger bleibt. Das Böse ist gegenwärtig (z. B. in den Teufelsgestalten hinter Gittern und in der Totenwelt), aber es wird nicht dämonisiert. Das Leiden wird realistisch dargestellt, aber nicht wie auf anderen Altären genüsslich ausgemalt. Der Tod als das dunkle Geheimnis am Ende des Lebens wird sichtbar gemacht, aber er wird in den Schatten gestellt durch das Licht des Lebens, das von der Auferstehung Jesu ausgeht. So reizt dieser Altar auch die gegenwärtigen Betrachter zum Nachdenken über den Sinn ihres Lebens und den Glauben an Jesus. Er ist der Ort, an dem sich die Gemeinde zu seinem Abendmahl versammelt, „mühselig und beladen“, aber „wunderbar getröstet“.

### Kanzel und Taufbecken
Kanzel und Taufbecken stammen aus der Barockzeit. Die Kanzel an einer Vierungssäule wird von einer Mosefigur gestützt.

### Tribbe-Epitaph

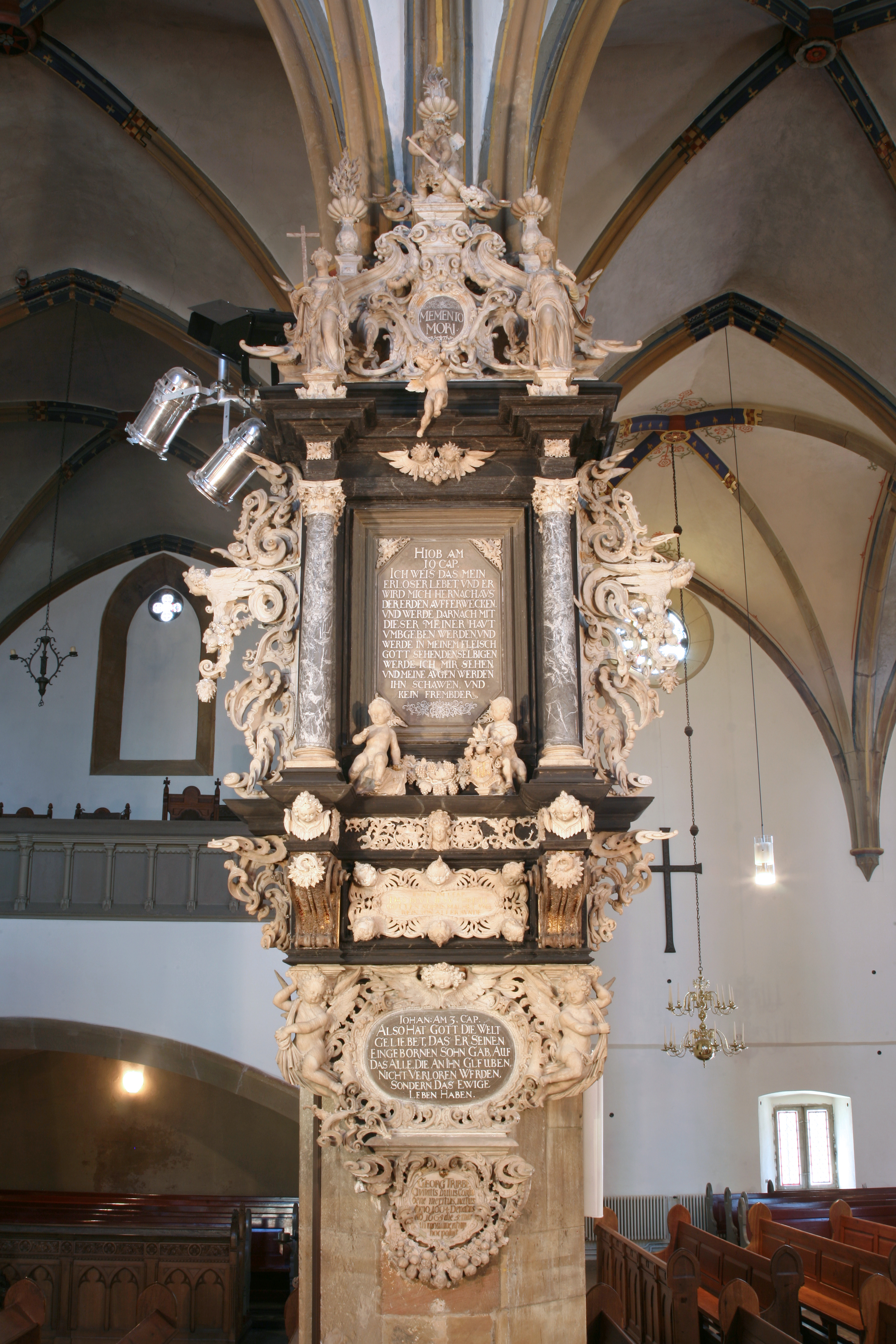
Tribbe-Epitaph

An einer der nördlichen Säulen findet man eines der ganz wenigen Beispiele des Manierismus in Norddeutschland. Das Epitaph des Bildhauers und Bürgermeisters Georg Tribbe, von ihm selbst in seiner Obernkirchener Werkstatt gefertigt, ist ein dekoratives Meisterstück des sogenannten Ohrmuschel- oder Knorpelstils, einer Weiterentwicklung des in der Renaissance beliebten Rollwerks. Der aus schwarzem Marmor gearbeitete Rahmen ist von filigranem Alabaster-Ohrmuschelwerk überzogen – ein wahres Formengeriesel dramatisch gekrümmter Voluten, die an den Enden ihrer inneren Schnecken plastisch in den Raum hinaus wachsen. „Das letzte und unbändigste barocke Ornamentsystem“ nennt das Dehio-Handbuch diese spezielle Erscheinungsform des Ohrmuschelstils. Thema des in seinem Todesjahr 1665 errichteten Epitaphs ist das Memento mori. In der Auswahl der dargestellten Tugenden und der angebrachten Bibelsprüche bringt Tribbe den Glauben an die Gnadenwirkung des Opfertods Christi und seine damit verbundene Auferstehungs-Hoffnung zum Ausdruck. Das Epitaph ist mit einer Fülle von ausdrucksstarken Engelsköpfen und Engelsgestalten besetzt, die neben ihrer dekorativen Funktion vor allem für die Verkündigung der Heilsbotschaft stehen. Ein Putto mit Totenschädel und gesenkter Fackel krönt den Aufbau. Einer der Putten auf dem Gebälk hält ein Wappen, auf dem das Meisterzeichen des Bildhauers zu sehen ist. 

### Orgel
Die Orgel wurde 1959 von Emil Hammer Orgelbau erbaut. Das Schleifladen-Instrument hat 35 Register auf drei Manualen und Pedal. Die Spiel- und Registertrakturen sind mechanisch.
| I Hauptwerk C–g3 |                  |        |
| 1.               | Gedackt          | 16′    |
| 2.               | Prinzipal        | 08′    |
| 3.               | Spillflöte       | 08′    |
| 4.               | Oktave           | 04′    |
| 5.               | Spitzflöte       | 04′    |
| 6.               | Quinte 0         | 02 ⁄3′ |
| 7.               | Oktave           | 02′    |
| 8.               | Rauschpfeife III | 02′    |
| 9.               | Mixtur VI        |        |
| 10.              | Trompete         | 16′    |
| 11.              | Trompete         | 08′    |

| II Oberwerk C–g3 |             |        |
| 12.              | Gedackt     | 08′    |
| 13.              | Prinzipal   | 04′    |
| 14.              | Koppelflöte | 04′    |
| 15.              | Oktave      | 02′    |
| 16.              | Quinte      | 01 ⁄3′ |
| 17.              | Scharf VI   | 02⁄3′  |
| 18.              | Krummhorn   | 08′    |
|                  | Tremulant   |        |

| III Brustwerk C–g3 |                 |     |
| 19.                | Singend Gedackt | 08′ |
| 20.                | Rohrflöte       | 04′ |
| 21.                | Waldflöte       | 02′ |
| 22.                | Oktave          | 02′ |
| 23.                | Terzian II      |     |
| 24.                | Zimbel III      |     |
| 25.                | Vox humana      | 08′ |
|                    | Tremulant       |     |

| Pedal C–f1 |                 |     |
| 26.        | Subbass         | 16′ |
| 27.        | Prinzipal       | 08′ |
| 28.        | Gedackt         | 08′ |
| 29.        | Oktave          | 04′ |
| 30.        | Flöte           | 04′ |
| 31.        | Nachthorn       | 04′ |
| 32.        | Mixtur IV-VI    |     |
| 33.        | LieblichPosaune | 16′ |
| 34.        | Trompete        | 08′ |
| 35.        | Trompete        | 04′ |

- Koppeln: II/I, III/I, I/P, II/P, II/P

### Glocken
Die Stiftskirche verfügt über ein dreistimmiges Glockengeläut. Eine historische Glocke stammt vermutlich aus dem Jahr 1456, die anderen beiden Bronzeglocken wurden 1968 von Petit & Gebr. Edelbrock gegossen.
| Glocke | Name                | Gussjahr | Gießer                           | Durchmesser | Schlagton | Inschrift                                              |
| ------ | ------------------- | -------- | -------------------------------- | ----------- | --------- | ------------------------------------------------------ |
| 1      | Große Bronzeglocke  | 1968     | Petit & Gebr. Edelbrock, Gescher |             | e′        | Er ist unser Friede                                    |
| 2      | Marienglocke        | 1456 ?   |                                  | 1210 mm     | fis′      |                                                        |
| 3      | Kleine Bronzeglocke | 1968     | Petit & Gebr. Edelbrock, Gescher |             | a′        | Siehe, ich bin bei euch alle Tage bis an der Welt Ende |